# Кривеник
Кривени́к (болг. Кръвеник) — село в Габровській області Болгарії. Входить до складу общини Севлієво.

## Населення
За даними перепису населення 2011 року у селі проживали 129 осіб, з них 101 особа (96,2%) — болгари.
Розподіл населення за віком у 2011 році:
Динаміка населення: